# Pseudo-Geber
Pseudo-Geber – nieznany z nazwiska średniowieczny alchemik podpisujący się imieniem Geber. Tworzył w XIV w., z pochodzenia prawdopodobnie był Hiszpanem. Jako pierwszy opisał kwas siarkowy oraz podał metodę otrzymywania stężonego kwasu azotowego. Pseudonim Geber jest prawdopodobnie nawiązaniem do perskiego alchemika Dżabir Ibn Hajjana.